# Anna Adamowicz

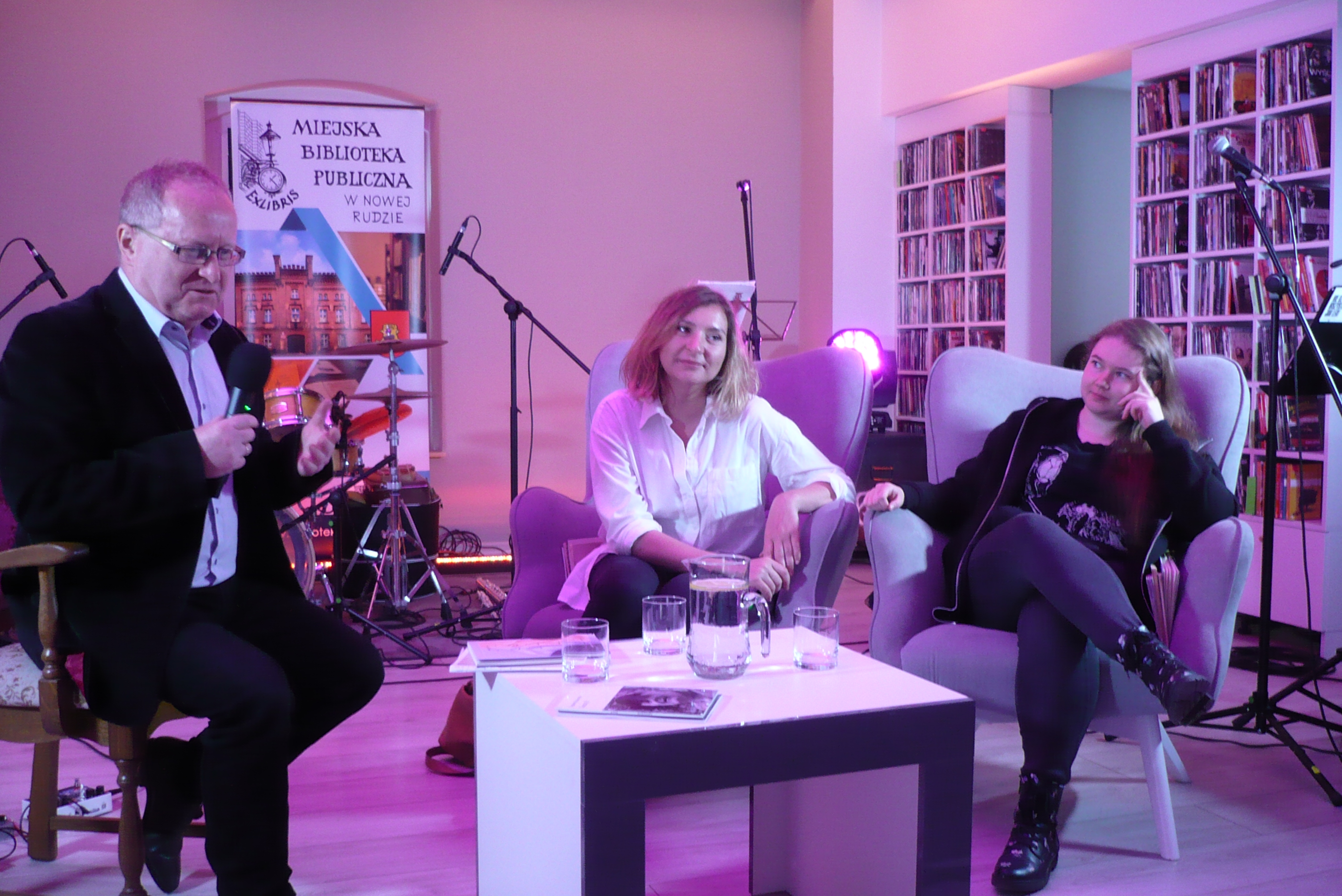
Karol Maliszewski, Barbara Klicka, Anna Adamowicz

Anna Adamowicz (ur. 1993 w Lubinie) – polska poetka i diagnostka laboratoryjna.

## Życiorys
Ukończyła I Liceum Ogólnokształcące im. Mikołaja Kopernika w Lubinie oraz Uniwersytet Medyczny im. Piastów Śląskich we Wrocławiu.
Nominowana do Nagrody Głównej XIX Ogólnopolskiego Konkursu Poetyckiego im. Jacka Bierezina 2013 za projekt tomu Wątpia. Wyróżniona w V Ogólnopolskim Konkursie Poetyckim „O Granitową Strzałę” 2013. Za debiutancki tom Wątpia (Wydawnictwo Kwadratura, Łódzki Dom Kultury, Łódź 2016) nominowana do Nagrody Literackiej Gdynia 2017 w kategorii poezja. W 2021 otrzymała Nagrodę im. Wisławy Szymborskiej za rok 2019, za tom Animalia. W 2025 nominowana do Nagrody Literackiej m.st. Warszawy oraz do Wrocławskiej Nagrody Poetyckiej Silesius w kategorii książka roku za tom Stłuc. Kręgosłup Tytanii Skrzydło. W tym samym roku została laureatką Nagrody-Stypendium im. Stanisława Barańczaka w ramach Poznańskiej Nagrody Literackiej za tom Stłuc. Kręgosłup Tytanii Skrzydło.
Publikowała m.in. w „artPapierze”, „biBLiotece” Biura Literackiego, „Zeszytach Poetyckich”. Mieszka we Wrocławiu.
Jej wiersze były tłumaczone na języki angielski, rosyjski, czeski, słoweński i węgierski.

## Publikacje
- Wątpia (Wydawnictwo Kwadratura, Łódź 2016 ISBN 978-83-61680-07-9)[14]
- Animalia (Biuro Literackie, Stronie Śląskie, 2019 ISBN 978-83-65125-84-2)
- Nebula (Biuro Literackie, Stronie Śląskie, 2020 ISBN 978-83-66487-32-1)
- zmyśl [ ] zmysł (Biuro Literackie, Kołobrzeg, 2021 ISBN 978-83-66487-62-8) pod pseudonimem Laura Osińska[15]
- Stłuc. Kręgosłup Tytanii Skrzydło (Wydawnictwo Warstwy, Wrocław, 2024 ISBN 978-83-67186-26-1)[16]
- Jaw (Biuro Literackie, Kołobrzeg, 2025 ISBN 978-83-68310-12-2) pod pseudonimem Laura Osińska[17]